# Platební terminál

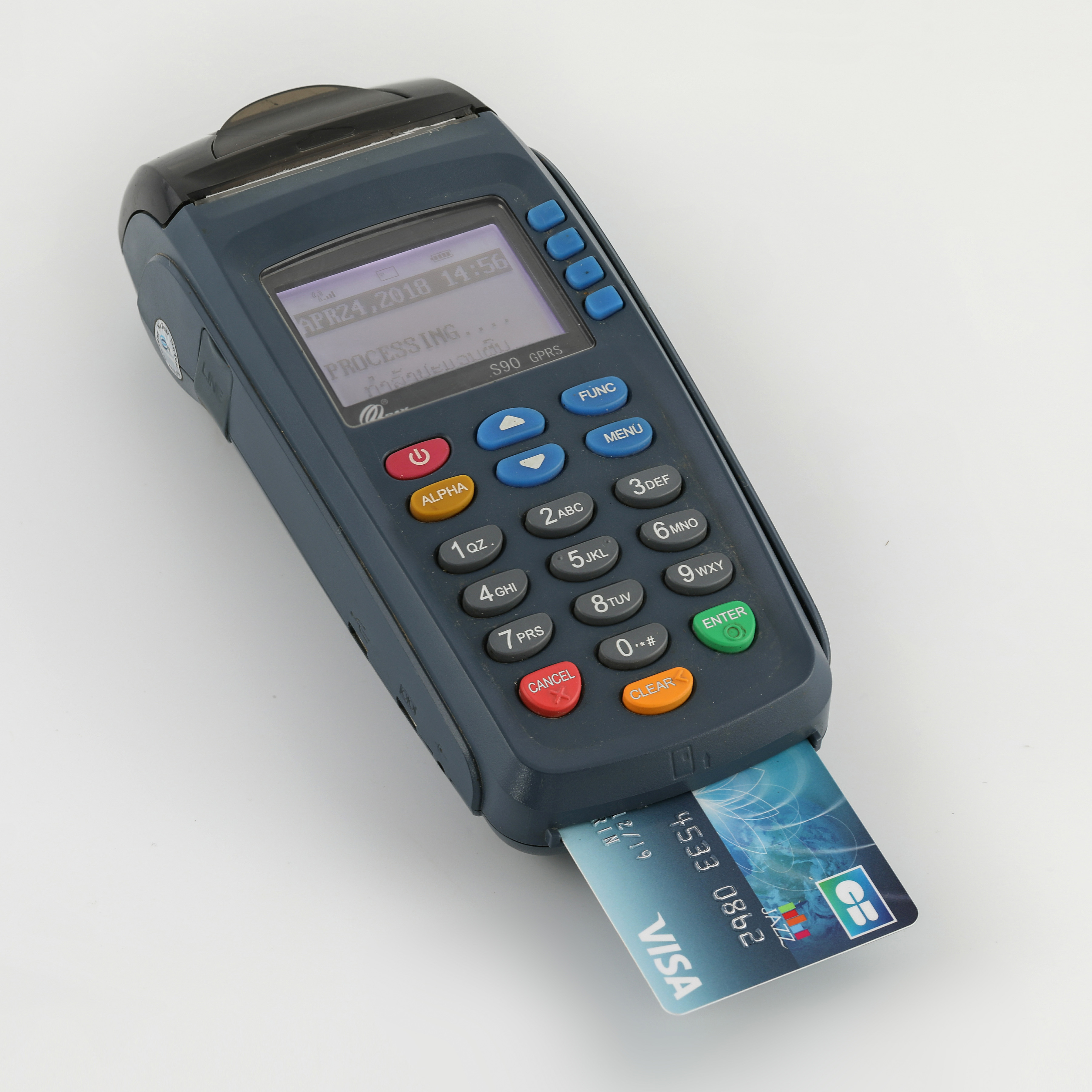
Platební terminál v Laosu

Platební terminál (též POS terminál z anglického point of sale, pokladní místo) je elektronické zařízení, které umožňuje provedení bezhotovostní transakce platební kartou. Terminály jsou připojeny k pokladnímu systému a jsou zpravidla opatřeny tiskárnou, aby bylo možné vytisknout doklad o provedené transakci. Podle typu a technologie umožňují akceptovat elektronické, embosované, čipové a bezkontaktní karty s různou mírou ověření platnosti karty. Terminál je zpravidla určen obchodníkům a podnikatelům v maloobchodě. Ti uzavírají smlouvu s bankou, která na základě dat získaných z terminálu zprostředkuje přesun finančních prostředků z účtu držitele karty na účet obchodníka. Banka si obvykle účtuje za správu terminálu a provedení transakce poplatek.
Dle typu připojení se terminály dělí na: Stacionární komunikující prostřednictvím telefonní linky, internetového připojení či GPRS modemu a Přenosné komunikující prostřednictvím GPRS či Bluetooth/wi-fi. Novinkou na trhu je od roku 2015 tzv. MPOS terminál, který neobsahuje ani tiskárnu a komunikační modul, slouží k občasným transakcím a pro komunikaci využívá chytrého mobilního telefonu s připojením k internetu.

## PIN pad
Velmi blízkým pojmem je PIN pad, zařízení pro zadávání kódu PIN.
PIN pady se běžně používají u platebních terminálů, bankomatů nebo integrovaných zařízení v místě prodeje, ve kterých je elektronická pokladna zodpovědná za převzetí částky prodeje a zahájení/zpracování transakce.